# Emőke Baráth
Emőke Baráth (geboren 1985) ist eine ungarische Opernsängerin (Sopran).

## Leben
Ihre musikalische Ausbildung begann mit sechs Jahren am Klavier, später auch am Violoncello und an der Harfe; Gesang studierte sie schließlich ab dem 18. Lebensjahr bei Julia Pászthy an der Franz-Liszt-Musikakademie in Budapest. Obwohl sie zwischen 2003 und 2011 zahlreiche Preise gewann, setzte sie ihr Studium im Studienjahr 2011/12 am Konservatorium „Luigi Cherubini“ in Florenz fort. Danach absolvierte sie Meisterklassen bei Barbara Bonney, Kiri Te Kanawa, Sylvia Sass, László Polgár, Nancy Argenta, Éva Marton, Deborah York und Masaaki Suzuki. Ihre Kenntnis der Barockmusik vertiefte sie auf Workshops in Gmunden, Boston und Sopron.
Baráths glockenhelle Stimme und ihre sichere Technik sorgten früh für Erfolge bei internationalen Gesangswettbewerben und eröffneten der Künstlerin einen raschen Karrierestart in großen Opernhäusern und auf bedeutenden Konzertpodien. 2012 debütierte sie an der Budapester Staatsoper und beim Verbier Festival als Barbarina in Le nozze di Figaro, außerdem bei den Innsbrucker Festwochen der Alten Musik in der Titelrolle von Monteverdis L’incoronazione di Poppea. In Budapest war sie seither auch als Nanetta in Verdis Falstaff und als Zerlina in Mozarts Don Giovanni zu sehen und zu hören. Einen großen persönlichen Erfolg erzielte die Künstlerin im Sommer 2013 in der Titelrolle von Cavallis Elena beim Festival d’Aix-en-Provence, einer Produktion, die danach auch in der Opéra National de Montpellier, der Königlichen Oper Versailles und der Opéra de Lille zu sehen war. Ab Januar 2014 sang sie – in einer Claus-Guth-Inszenierung von Monteverdis Orfeo – an der Opéra de Nancy die Euridice.
Baráth gibt regelmäßig Liederabende und übernimmt den Vokalpart in Kammer- und Kirchenkonzerten. So sang sie Bachs Sopransoli in der Matthäus-Passion (an der Budapester Staatsoper) und in der h-Moll-Messe (mit den Musiciens du Louvre unter Marc Minkowski). Sie ist u. a. im Nikolaisaal in Potsdam, im Staatstheater Braunschweig, in der Salle Pleyel in Paris (mit Les Talens Lyriques) und im Konzertsaal des Tschaikowski-Konservatoriums in Moskau aufgetreten.
Im Händel-Zyklus des Theaters an der Wien war sie bislang in fünf konzertanten Aufführungen zu hören: 2011 als Sesto in Giulio Cesare in Egitto, 2013 als Alceste in Arianna in Creta, als Oriana in Amadigi di Gaula und als Almirena im Rinaldo (mit Il pomo d’oro unter Riccardo Minasi), sowie 2014 als Antigona im Admeto. Giulio Cesare, Arianna, Amadigi und Admeto wurden von Il complesso barocco gespielt und von Alan Curtis dirigiert, mit Admeto gastierten Künstlerin und Ensemble auch in der Krakauer Philharmonie. Giulio Cesare erschien auf Tonträger bei Naïve label, Baráths erste Aufnahme.
Seit 2019 singt Baráth für die Bayerische Staatsoper.

## Auszeichnungen
- 2003: Spezialpreis, sowie 2005 und 2006 Erster Preis des Nationalen Gesangswettbewerbes (Budapest)
- 2009: Dritter Preis beim 44. Internationalen Antonín Dvořák-Gesangswettbewerb (Karlovy Vary).
- 2011: Erster Preis und Publikumspreis beim 2. Internationalen Gesangswettbewerb für Barockoper Pietro Antonio Cestin (Innsbruck)
- 2011: Grand Prix der Verbier Festival Academy (Schweiz)
- 2011: Junior Prima Preis des Prima Primissima Wettbewerbes (Budapest)
- 2014: Nominierung als beste Nachwuchssängerin beim International Opera Award

## Weblink
- Emőke Baráth Agenturprofil